# ALL OUT!!
『ALL OUT!!』（オール アウト）は、雨瀬シオリによる日本の漫画作品。講談社の漫画雑誌『月刊モーニングtwo』で2013年1号から2020年1号まで連載された。神奈川県の高校ラグビーが舞台。県立神奈川高校、通称：神高（ジンコー）で主人公・祇園健次がチームメイトと奮闘する姿を描く。

## あらすじ
背の低さにコンプレックスを持ち、喧嘩っ早い性格の祇園健次は、県立神奈川高校（ジンコー）の入学式当日、自分とは対照的に高身長でおとなしい性格の石清水澄明に出会い、同行して見学する形で「ラグビー」と出会う。「どんな人間だって主役になれる」「ボールを持ってる奴が主役」の言葉、そして楽しそうにボールを追う部員たちの光景に惹かれ、祇園は入部を決意する。
物語は、この時点ではチームとしては弱小で、発展途上である神奈川高校ラグビー部を中心に、チームの成長、個々の部員の抱える問題、ライバルチームとの交流、それを見守る大人たちの様子が、丁寧かつ非常に「熱く」描かれる。

## 登場人物
※ 声はアニメの声優、演は舞台のキャスト。

### 神奈川高校ラグビー部
祇園 健次（ぎおん けんじ）
声 - 千葉翔也、原口祥子（小学生） / 演 - 原嶋元久
本作の主人公。1年5組。ポジションはフランカー。身長159センチメートル。体重54キログラム。B型。誕生日は7月1日。父、母、兄の禅次（声 - 佐藤巧）がいる。大きくなることを見越して、持っている服はダブダブなものが多い。
ラグビーは高校に入ってから始めた初心者。身長にコンプレックスを抱いており、「チビ」呼ばわりされると激怒する。敬語が使えず、生意気なので2年には嫌われがちだが、3年には可愛がられるタイプ。
入学式後に石清水と出会い、八王子にタックルを喰らったことをきっかけに“ラグビー部”の練習を見学。石清水から「ラグビーは（サッカーにおける）エースストライカーも（野球における）4番バッターもいない、ボールを持ってる奴が主役」と説明を受け、彼の過去を知りながらも無理やり連れた形で、共に入部する。入部早々、赤山に目を付けられ、基礎トレーニングの「亀」ばかりやらされる。しかし、1日5回のタックルで赤山に挑戦する許可をもらう。石清水との練習の甲斐あって2日目の5回目で倒す。
慶常との定期戦の後半戦終盤にウィングで初出場。当初は、自身より大きい相手を倒すタックルばかりに意識が集中していた。校内合宿の紅白戦で、コーチの籠から「自己中プレーとスポーツ未経験」を指摘されてフィールドから出される。その後、雑用しながら観戦しているところ、籠に促されて再出場した際に「ボールをキープする大事さ」を学び、改めて部員として認められた。ボールキャッチはまだまだ下手だが、試合時はベンチからメモを取り、出場の際は籠の指示を忠実に実行する。顧問の吉田は「（出場すると）どんな展開になるか分からない」と感想し、籠は「だから楽しい（選手）」と述べる。
砂浜での練習後に同学年で一番上手い大原野にポジションを相談。慶常との合同練習からフランカーに転向する。菅平合宿の練習試合で初トライを決めて思わず感涙した。兄はキャプテンの赤山並みに大きいらしい。
石清水 澄明（いわしみず すみあき）
声 - 安達勇人 / 演 - 伊万里有
1年2組。ポジションはロック。身長190センチメートル。体重80キログラム。A型。誕生日は9月15日。祖父、父、母がいる。おとなしい性格で、常に困ったような顔をしている。中学から引き続き同じ学ランを着用しているがすでに小さい。
ラグビー経験者。中学時代、練習中にチームメイトの御幸に怪我を負わせてしまい、後日の決勝戦に敗北したことをきっかけにラグビーから離れていた。高校の入学式後に中学校の先輩の八王子からラグビー部へ誘われるも入部を断り、文芸部に入部する。しかし、“入部拒否理由”を知った祇園に挑発されたのをきっかけにラグビー部に入部し直す。時折、彼から「ウド」と呼ばれている。
慶常との定期戦で御幸と再会する。スタメン出場するも御幸へタックルができずに彼を怒らせる。再び、御幸がアタックを仕掛けた時に「そいつが持ってんのは、俺たちのボールだぞ」と、祇園の発した言葉が胸に響いてタックルを決める。後日の東道大相模戦では、対戦相手のラフプレーにも屈せずに闘志を見せる。慶常との合同練習の紅白戦では、頭脳的プレーで赤山の裏をかき「ラグビーセンスの高さ」を見せつけた。
菅平合宿では祇園の成長を喜び、宿泊所では彼から久しぶりにかまってもらえて内心で喜んだ。
赤山 濯也（せきざん たくや）
声 - 細谷佳正 / 演 - 佐伯大地
3年生。キャプテン。ポジションはナンバーエイト。身長185センチメートル。体重95キログラム。A型。誕生日は11月23日。父、母がいる。目標は「花園出場」。髪型はメッシュ＋ウェーブとかなり奇抜な仕上がり。
鍛えられた体躯をしており、八王子曰く「部で一番強い男」。礼儀正しく、言葉遣いや上下関係に厳しい。生意気な祇園には両頬を抓って説教する。ラグビーに対する情熱は人一倍強く、闘争心も強い。仲間思いで責任感もある。籠に「なるべく長くキャプテンをやらせてやりてえ」と想わせている。
今までまともな指導を受けておらず、顧問の吉田が用意した専門書を破損するまで読み、独自に練習方法を組み立てていた。校内合宿初日、訪れた籠から「練習に無駄が多い」と指摘され、アドバイスを請う。石清水と組まされて祇園・賀茂組との2対2の“抜き合い”をさせられ、結果の要因と原因の説明を受ける。初めて「理と実を持った教え」を受けて歓喜し、籠をコーチとして迎えることを決める。
籠のコーチ就任以降、練習はハードになり、夏休み前に1年の気田が退部したことに責任を痛感していた。「ガムシャラにすることしか知らない」と自身に苛立っていたところ、籠からお前のガムシャラさが好きだと励まされる。籠の言葉通り、菅平合宿の初日の天竺工科戦で初勝利を挙げる。ラグビーの暗黙ルールであまり喜べずにいたが、籠の許しを得て宿泊所では皆と大いに喜びを分かち合った。
八王子 睦（はちおうじ むつみ）
声 - 逢坂良太 / 演 - 松風雅也
3年生。副キャプテン。ポジションはフッカー。身長175センチメートル。体重85キログラム。B型。誕生日は10月8日。父、母、姉、弟（小学4年生）、弟（年齢は不明）がいる。石清水とは同じ中学校出身。伊勢から慕われている。
部員1人1人に目が行き届き、FW陣とBK陣の軋轢を回避するなど、ラグビー部の潤滑油的存在。祇園が入部するきっかけを作った人物。当初は籠のコーチ就任に乗り気でなかったが、彼の指導方法を体験して独自で強くなることに限界を感じた。
いつも笑顔を絶やさず面倒見はいいが、わりと適当。
大原野 越吾（おおはらの えつご）
声 - 小野賢章 / 演 - 大原海輝
1年生。ポジションはスタンドオフ。身長170センチメートル。体重67キログラム。A型。誕生日は4月8日。父、母、ラグビー経験を持つ弟（声 - 佐藤恵）がいる。なんか常に斜に構えている。
ラグビーは「小学生スクール」からの経験者。強豪校の同学年から一目置かれる、所謂「天才プレーヤー」。生意気な性格で、人一倍スマートさを意識しており、暑苦しいのは嫌いである。江文は「上手いが良いプレーヤーではない」と批評した。精神的に脆い部分もあり、東道大相模戦では思うようなプレーができずにキレてしまい交代を命じられた。
砂浜での練習後に祇園と言い争いをして、少し吹っ切れた様子。彼にフランカー転向を薦めた（理由は暑苦しい奴だから）。弟がラグビーから離れたのは自身のせいだと思っている。祇園や諏訪と関わり、弟へのわだかまりも前向きに捉えつつある。祇園の｢初トライの感涙｣を弟に伝え、（アホそうに撮れた）彼の顔写真も送信した。
江文 優（えぶみ まさる）
声 - 村田太志 / 演 - 宮下雄也
2年生。ポジションはウイング。身長174センチメートル。体重74キログラム。B型。誕生日は6月15日。父、母がいる。足が速く、ケンカっ早い。色々考えていたり、いなかったりする。
八王子に勧誘されてラグビー部に入部。チームNO.1の俊足。見た目通りのヤンキーで、覇気がない苗鹿たちをよく思っておらず、チームメイトとの衝突も多い。言い争いはするものの伊勢とはよくつるんでいる。練習をサボりがちだが、陰でトレーニングをしている努力家で、慶常との定期戦を祇園に解説するなど思考力もある。自身の特徴を掴んでいる松尾を信用している。生意気な後輩の祇園と大原野とは、試合中でいがみ合うものの息の合ったプレーをする。諏訪と仲が悪い。
ラグビーに誘ってくれた八王子に感謝している。祇園曰く「サボリヤンキー」。
次期副キャプテンである。
松尾 年乃助（まつお としのすけ）
声 - 小松史法 / 演 - 山口大地
3年生。ポジションはスタンドオフ。身長178センチメートル。体重81キログラム。O型。誕生日は4月2日。祖父、祖母、父、母、弟がいる。実家は植木屋。
世話好きなため、チームではみんなから慕われる兄貴的存在。赤山から相談を受けることもある。素直じゃない江文を温かく見守っている。進学を諦めている節が見られる。
賀茂 雷太（かも らいた）
声 - 庄司将之 / 演 - 樋口裕太
3年生。ポジションはスクラムハーフ。身長163センチメートル。体重60キログラム。O型。誕生日は5月15日。父、母、兄、姉がいる。いたずらが大好き。鹿島と同じ中学出身のラグビー経験者。
祇園が初出場の際にスパイクを貸した。祇園と一緒に嶺蔭学園と関東学園の練習試合を観戦し、彼に『神奈川NO.1フランカー』の霧島関人を教えた。祇園のスパイクを買うために寄ったスポーツ店で霧島兄弟に偶然出会い親しくなる。
祇園の「大好きな先輩」。
伊勢 夏樹（いせ なつき）
声 - 沢城千春 / 演 - 藤戸佑飛
2年生。ポジションはセンター。身長174センチメートル。体重72キログラム。A型。誕生日は12月31日。だいぶヤンキー。ラグビー部に誘ってくれた八王子に懐いている。
歳の離れた兄の春樹と二人暮らしで、頭が上がらない。江文とつるんでることが多い。普段から家事をしているせいか、「ながべえ」での食事会の時に店を手伝う。菅平合宿でアタックを仕掛け、神高の初トライを決めた。フォワード（フランカー）転向を考えている。
諏訪 勇作（すわ ゆうさく）
声 - 神原大地
2年生。ポジションはウイング。身長176センチメートル。体重70キログラム。B型。誕生日は4月15日。祖母、父、母、妹がいる。おとなしそうに見えるのは見かけだけ。
地道にトレーニングを積む努力家。なかなか大きくならない体型に悩んでいた。「センスのある大原野」、「何でもできる江文」、「努力がちゃんと実る赤山や祇園」に嫉妬し、「適当にやってる苗鹿たち」に憤っていた。菅平合宿でたまたま大原野と話す機会があり、希望を見せられ、触発されて前向きになる。菅平合宿の嶺蔭学園（Bチーム）戦で先制トライを決める。いつも江文にブチブチ文句を言っている。「読書の方が似合うのに」などの言葉を言われることが大嫌い。
広田 鋭一（ひろた えいいち）
声 - 真木駿一
3年生。ポジションはプロップ。身長174センチメートル。体重115キログラム。O型。誕生日は3月16日。父、母、弟がいる。何故か常に自信満々。ひたすら何かを食べている。
「デブは温厚だろうと、高を括ると痛い目に合う」と思わせるほど負けず嫌いの性格。籠家でのバーベキューの時に、呑気にシャボン玉を吹いている賀茂を怒鳴りつけるなど凄まじき食欲旺盛な人物。また、宿泊所の『一番風呂争奪戦』など、後輩の大原野とはたびたび対立している。籠が神高を訪れた初日、フォワード練習で彼を背に乗せて「亀」をさせられたりと徹底的に鍛えられた。籠のコーチ就任後は、6キロ走らされた挙げ句に砂浜で相撲を取らされた。その甲斐あって、天竺工科戦では相手プロップの雄島を素早いスイープで倒してボールをキープした。
春日 寛邦（かすが ひろくに）
声 - 濱野大輝
3年生。ポジションはフランカー。身長177センチメートル。体重78キログラム。O型誕生日は3月13日。父、母、兄、弟がいる。同じポジションの兵主に対しては「うぜえ」と思っているが信頼はしている。タックルが好きなので祇園には一目置いている。普段は無口だが、フランカーに転向した祇園の面倒を見ている。菅平合宿でも彼の自主練に付き合っている。
兵主 進乃介（ひょうす しんのすけ）
声 - 中尾一貴
3年生。ポジションはフランカー。身長173センチメートル。体重76キログラム。A型。誕生日は5月5日。父、妹、弟がいる。リアクションが激しい。よく賀茂と悪だくみをする。頼まれごとは断れない。春日と一緒に祇園を指導しているが、祇園が春日から怒られるたびに二次被害を受けている。祇園が成長することで、自身か春日のどちらかがバックス（センター）に転向でき、チームが強くなると考えている。
貴船 公（きふね いさお）
声 - 永塚拓馬
2年生。ポジションはフルバック。身長173センチメートル。体重69キログラム。O型。誕生日は6月1日。祖父、祖母、父、母がいる。賀茂と兵主に勧誘されてラグビー部に入部した。
気は弱いが努力家。石清水に一方的に仲間意識を持っている。小・中学ではサッカー部に所属。キック力は乏しいがコントロールが正確で、コンバージョンの決定率も高い。だが、籠の評価は「ポジショニングが上手い」こと。また、彼から「常に何かに怯えてる奴の方が、いざという時強い」と励まされた。恥ずかしがっていたキック（プレー）前のルーティーン（ボールを額辺りにくっつける行為）を、祇園から「めっちゃカッケー！」と褒められた。
吉備 将太（きび しょうた）
声 - 岡井カツノリ
2年生。ポジションはフルバック。身長172センチメートル。体重72キログラム。A型。誕生日は10月19日。父、母、弟、弟がいる。ヤンキーとよくつるむ。
見た目もヤンチャッぽいが、実は結構真面目で面倒見たがり。キック力はあるがコントロールが悪い。貴船の“ポジショニングの上手さ”を認めている。ギャルなどからモテている。
次期キャプテンである。
眞子 豊（しんし ゆたか）
声 - 上住谷崇
3年生。ポジションはプロップ。身長175センチメートル。体重84キログラム。A型。誕生日は7月28日。父、母、姉、弟がいる。走っちゃえば悩みなんか吹っ飛ぶという考えを持つ。
食べるのも運動も大好き。赤山と同じクラスであり、席も後ろなのでいつもちょっかい出している。「砂浜相撲」でタックルが強くなった。
鹿島 耕一郎（かしま こういちろう）
声 - 手塚ヒロミチ
3年生。ポジションはロック。身長179センチメートル。体重80キログラム。AB型。誕生日は9月1日。祖母、母、弟がいる。賀茂とは同じ中学出身でラグビー経験者。
賀茂のイタズラを6年喰らい続けているが、特に対策を練らない位に、あまり物事を考えていない。天竺工科戦では粘りのラインアウトを見せた。
苗鹿 大平（のうか たいへい）
声 - 深町寿成
2年生。ポジションはウイング。身長171センチメートル。体重68キログラム。B型。誕生日は4月29日。父、母、妹、妹がいる。顔はそこそこいいのに私服がダサイことが有名。
辞める理由がないのでラグビーを続けている。江文からは覇気のない「馬鹿扱い」されている。慶常との合同練習の紅白戦で諏訪と交代出場（震えていた）。住吉とよくつるんでいる。
健部 知道（たけべ ともみち）
声 - 高橋渉
2年生。ポジションはセンター。身長169センチメートル。体重65キログラム。A型。誕生日は8月17日。祖父、祖母、父、母がいる。いつも寝癖がついている。客人と仲良し。
のんびりしているが、ツッコミは入れる。
客人 考助（まろうど こうすけ）
声 - 河本啓佑
2年生。ポジションはウィング。身長170センチメートル。体重65キログラム。A型。誕生日は5月6日。父、母、弟がいる。「楽しけりゃいーじゃん！」がモットー。
わりと周りのノリに流されやすい。健部と大体一緒にいる。
熱田 猛雄（あつた たけお）
声 - 落合福嗣
2年生。ポジションはプロップ。身長178センチメートル。重90キログラム。A型。誕生日は6月5日。父、母、兄がいる。広田をとても尊敬している。体大きいが小心者。1年生相手にもたまに敬語使っちゃうタイプ。
大比叡 太一（おおひえ たいち）
声 - 高塚智人
3年生。ポジションはプロップ。身長171センチメートル。体重85キログラム。O型。誕生日は4月12日。父、母、姉がいる。実はすごく頭がいい。
のんびり屋さんだが、波風を立たせずにさりげなく後輩を操縦するのがうまい。慶常との合同練習の紅白戦で眞子と交代出場。
住吉 道生（すみよし みちお）
声 - 酒井広大
2年生。ポジションはスクラムハーフ。身長170センチメートル。体重66キログラム。A型。誕生日は1月4日。父、母、兄がいる。何となく楽しいのでなんとなくラグビーをやっている。
真剣さには欠けるが器用なのでわりとなんでもできる。苗鹿といつもつるんでいる。
平野 良貴（ひらの よしき）
声 - 小林大紀
1年生。ポジションは未定。身長166センチメートル。体重62キログラム。A型。誕生日は4月10日。父、母、姉、兄がいる。好奇心旺盛で見た目によらずグイグイ行くタイプ。
同クラスの北町があんまり楽しそうに言うのでつられて入部した。吉備に憧れている。
北町 進（きたまち すすむ）
声 - 太田悠介
1年生。ポジションは未定。身長169センチメートル。体重64キログラム。A型。誕生日は8月4日。祖父、父、母、兄がいる。今まで色んなスポーツをやってきた。
初めてのことに挑戦するのが好き。同じクラスの平野と仲が良い。赤山に憧れて体作り頑張り中。
三上 季吉（みかみ すえよし）
声 - 橋本祐樹
1年生。ポジションは未定。身長165センチメートル。体重75キログラム。B型。誕生日は10月14日。祖母、父、母がいる。フォワード陣に連行され入部。楽しんで頑張っている。同クラスの祇園とはよくケンカをしている。
気田 悠人（けた ゆうと）
声 - 西山宏太朗
1年3組。ポジションは未定。身長173センチメートル。体重64キログラム。O型。誕生日は4月3日。父、母がいる。運動はほとんどしたことがなかったが、部の雰囲気につられて入部した。
ポヤーッとしているが頑張り屋。練習に必死に付いていったが、食欲が劣り体力も低下したことで退部を決意した。赤山に憧れており「決して（ラグビーを）嫌いになったのではありません」と彼に告げて去った。
火明 うめの（ほあかり うめの）
声 - 佳村はるか
2年生。マネージャー。身長160センチメートル。体重52キログラム。A型。誕生日は8月29日。父、母、姉がいる。部の『紅一点』。赤山の髪型の変化に、「昔はかわいかったのに」と疑問を持つ。
性格は明るく、サバサバと仕事をこなし、チームを陰から支えている。男子が目の前で着替えても平気（慣れた）。菅平合宿での初戦初勝利に大泣きした。慶常のマネジャーの理恵の胸を見て、コンプレックスを感じている様子。
吉田 諭志（よしだ さとし）
声 - 津田健次郎
顧問。32歳。身長175センチメートル。体重70キログラム。AB型。誕生日は9月25日。数学教師。独身。皮肉をよく言う。素直じゃない。漫画が大好き。酒に弱い。
ラグビーは素人。顧問だが部に顔を見せていなかった。就任当初は専門書を買い与えたりしていたが、当時のラグビー部員のいい加減さに辟易した。籠に誘われて東道大相模との練習試合を観戦。3年の赤山たちが1年の時から顔を出していないことに気づき、「何も見ようとしなかった」と自戒した。以降、赤山たちを何とか勝たせたいと奮闘を始める。菅平合宿で嶺蔭学園（Bチーム）との練習試合を取り付けた。
籠 信吾（こもり しんご）
声 - 土師孝也 / 演 - 萩野崇
コーチ。60歳。身長172センチメートル。体重67キログラム。A型。誕生日は4月24日。妻がいる。元日本代表選手（フルバック）。見た目通りの厳しい性格だが、笑うとカワイイらしい。
定年退職後にブログを開設。直後、祇園がアクセスして神高のコーチに就任。就任当初は基礎トレーニングを徹底して部員たちの意識の高低を見定めていた。赤山に目標を尋ねて「花園出場」を確認、本格指導を開始する。「毎日全力を出し切る（ALL OUT）覚悟があるなら…お前らは花園にも行ける」と言い切る。昔ながらのハードな練習を強いるが、全て理に適っている。
学生時代の裏あだ名は「グングニル」（北欧神話の戦争と死の神）。

### 神奈川高校ラグビー部関係者
籠 由美（こもり ゆみ）
声 - 所河ひとみ
籠コーチの妻。部員たちに自身を『由美ちゃん』と呼ばせている。菅平合宿に付いて行きたかった様子。
賀茂の母
声 - 吉田麻実
校内合宿で昼休みに息子雷太と部活メンバーのために食事を作りに来た。
八王子の母
声 - 亜城めぐ
校内合宿で賀茂の母と一緒に食事を作りに来た。

### 慶常高校ラグビー部
御幸 篤（みゆき あつし）
声 - 岡本信彦 / 演 - 石渡真修
1年生。ポジションはスタンドオフ。身長171センチメートル。体重72キログラム。A型。誕生日は12月21日。石清水とは同じ中学校出身で、彼をラグビーの世界へ誘った張本人。ラグビー大好き少年。
1年からスタメンを獲る「秀逸なプレーヤー」。中学時代、練習中に石清水のタックルを受けて負傷し、後日の決勝戦が出場不可能になった過去を持つ。しかし、初登場で石清水と再会した際は怪我が治ったとアピールして石清水を安心させたり、彼が再びラグビーに戻ってきたことに対し喜んだりとかなり善良な性格をうかがえる。神高との定期戦前に石清水をバカにするような態度をした祇園を気に入らず一喝したが、定期戦後は熱い想いでプレーする姿に好感を持ち積極的に彼と仲良くなろうとする。籠曰く「いい仕事（プレー）して…なんとも怖い1年だ」。元日本代表の籠のサインが欲しい。
平 唯一（たいら ただかず）
声 - 小山力也 / 演 - 土井一海
3年生。副キャプテン。ポジションはフッカー。身長181センチメートル。体重96キログラム。O型。誕生日は1月9日。赤山が大好き。いつもくだらないことを考えている様子。
神高との対戦を誰よりも楽しみにしている。常にハイテンションで赤山からウザがられている。負けん気の強い祇園を気に入っている。
久川 久美男（ひさかわ くみお）
声 - 高橋広樹 / 演 - 水沼天孝
3年生。キャプテン。ポジションはプロップ。身長183センチメートル。体重100キログラム。A型。誕生日は2月8日。練習でも常に全力がモットー。
平と違い、落ち着いた雰囲気を持つ。神高が力を付けてきていることを実感している。
萩 葉一（おぎ よういち）
声 - 太田悠介
1年生。ポジションはウィング。身長175センチメートル。体重70キログラム。O型。誕生日は7月13日。チームNO.1の俊足。平曰く「ご利益ウィング」の片方（5千円）。もう片方である武蔵のことが大好きでよく懐いている。
小学生のころに所属していたラグビースクールで顔見知りだった大原野に声をかけ、メアド交換を申し入れるがあっさり断られる。神高との合同練習の紅白戦では、御幸が警戒していた江文に油断して追いつかれた挙げ句にトライを奪われる（初めて速さで負けた）。その後武蔵からグリグリ攻撃を受け、試合後も彼に睨まれながら泣く泣くおにぎりを頬張っている。
落合 慧太（おちあい けいた）
声 - 落合福嗣
2年生。ポジションはロック。身長177センチメートル。体重74キログラム。A型。誕生日は5月11日。神高との定期戦のハーフタイムに久川から窘められる。
定期戦で石清水のアタックに吹っ飛ばされる。その後のアフターマッチファンクションにて石清水に絡み、彼が「梅入おむすび」を食べているのを見てデカくなる理由を梅干と勘違いし、梅入おむすびばかり取り上げる。
田無 裕吾（たなし ゆうご）
2年生。ポジションはロック。身長178センチメートル。体重72キログラム。O型。誕生日は7月16日。
落合とはいつも一緒で、アフターマッチファンクションにて石清水に絡んだ落合のことを「バカでごめん」と代わりに謝る。
大塚 拓（おおつか たく）
3年生。ポジションはプロップ。身長180センチメートル。体重97キログラム。A型。誕生日は11月14日。恒例のプロップ腕相撲対決の慶常の代表。
アフターマッチファンクションにて、広田と腕相撲対決をする（結果は負け）。
本川 達明（ほんかわ たつあき）
声 - 沢城千春
3年生。ポジションはナンバーエイト。身長182センチメートル。体重90キログラム。A型。誕生日は9月14日。
神高との定期戦後のアフターマッチファンクションにて、祇園を腕相撲に誘う。
新井 祐行（あらい すけゆき）
声 - 高橋渉
2年生。ポジションはフランカー。身長175センチメートル。体重77キログラム。AB型。誕生日は6月8日。頭脳的なプレーをする。
神高との定期戦で大原野の包囲網を敷くが、ドロップゴールを決められる。神高との合同練習後に春日から祇園の指導（反省会）に付き合わされる。周りからできていると疑われる程政と仲がいい。
政 郁枝（まさ いくえ）
声 - 中尾一貴
2年生。ポジションはフランカー。身長174センチメートル。体重78キログラム。B型。誕生日は11月9日。神高との合同練習の紅白戦で祇園と交代。
神高との合同練習後に春日から祇園の指導（反省会）に付き合わされる。周りからできていると疑われる程新井と仲がいい。
武蔵 諭吉（むさし ゆきち）
声 - 岡井カツノリ
3年生。ポジションはウィング。身長165センチメートル。体重68キログラム。AB型。誕生日は11月3日。平曰く「ご利益ウィング」の片方（1万円）。もう片方の荻に対して厳しい態度をとるが、かわいがってもいる。
神高との合同練習の紅白戦で途中出場の祇園にアタックを止められる。
宮 徳光（みや とくみつ）
3年生。ポジションはスクラムハーフ。身長168センチメートル。体重67キログラム。A型。誕生日は3月4日。
下井 登喜男（しもい ときお）
2年生。ポジションはセンター。身長170センチメートル。体重75キログラム。A型。誕生日は10月27日。
金井 俊也（かない しゅんや）
声 - 高塚智人
2年生。ポジションはセンター。身長170センチメートル。体重70キログラム。B型。誕生日は8月20日。
伏見 柚春（ふしみ ゆずはる）
3年生。ポジションはフルバック。身長172センチメートル。体重76キログラム。A型。誕生日は10月15日。
八坂 理恵（やさか りえ）
声 - 沖佳苗
2年生。マネジャー。身長162センチメートル。体重54キログラム。B型。誕生日は1月28日。美人だが2年生男子からは『ゴリラ』と呼ばれている(全員殴る)。
同じくマネジャーのうめのとは「理恵ちん」「うめのん」と呼び合う程仲がいい。三角おむすびを握るのが得意。
拝島 雄爾（はいじま ゆうじ）
声 - 野島昭生
コーチ。普段は温厚そうだが厳しい一面もある。籠と気が合う様子。
神高と東道大相模の練習試合[ビデオを観て、神高に合同練習を申し入れた。熱心にメモを取り、豊富な運動量の祇園を気に入っている。天竺工科高校の二見に神高との練習試合を薦めた。

### 東道大相模高校ラグビー部
和田 敏郎（わだ としろう）
声 - 竹内良太 / 演 - 滝川広大
3年生。キャプテン。ポジションはナンバーエイト。身長180センチメートル。体重91キログラム。A型。誕生日は8月8日。無名の神高を見下していた。
神高との練習試合にて、こぼれたボールをキックの際に赤山の頭部を蹴り上げてしまい負傷させるも、止血しえて最後まで勝利を目指し、懸命にプレーする彼を見て気持ちを動かされた。菅平合宿で神高と天竺工科の練習試合を観戦し、成長した神高を「敵」と認めた。
花館 充男（はなだて みつお）
声 - 代永翼 / 演 - 小西成弥
1年生。ポジションはウィング。身長164センチメートル。体重62キログラム。A型。誕生日は7月12日。
中学時代、石清水と御幸のいた吾妻中に県予選準決勝で敗北して以来、二人に対して嫉妬に近い憎悪を抱くようになる。自校だけでなく他校の上級生にも礼儀のある後輩らしい態度を取るが、憎悪対象の石清水を発見した途端態度が豹変したりと二面性がある。挑発プレーが得意。
練習試合で石清水へのラフプレーを先輩たちに提案し、自身も挑発して彼を感情的なプレーへと誘導し冷静な判断を欠如させることに成功する。しかし、前半戦終盤からは江文から叩きのめされた挙げ句にトライを奪われ、堀川に「次（の試合）からは使えない」と呆れられる。曽我から相模ラグビー部のアイドルだと思われている。
堀川 謙弥（ほりかわ けんや）
声 - 高坂篤志 / 演 - 上田堪大
3年生。ポジションはセンター。身長180センチメートル。体重82キログラム。O型。誕生日は6月2日。実は誰よりもラグビーに詳しい『ラグビー馬鹿』。
神高との練習試合にて、大原野への挑発とラフプレーを繰り返し、彼をキレさせて交代に追い込んだ。しかし、後半戦開始早々に赤山から強烈なタックルを喰らう。菅平合宿参加校の偵察を提案。神高と天竺工科の練習試合を観戦し、神高の成長振りに目を見張る。他校の情報量が豊富で部員たちから感心されている。
御所染 与一（ごしょぞめ よいち）
声 - 内匠靖明
3年生。ポジションはスタンドオフ。身長176センチメートル。体重72キログラム。O型。誕生日は11月18日。大原野に似たものを感じている。
神高と天竺工科戦を観戦し、神高の勝利を望む。
塔宮 誠（とうのみや まこと）
3年生。ポジションはフランカー。身長175センチメートル。体重76キログラム。A型。誕生日は8月1日。
神高との練習試合の終了間際、赤山にタックルを喰らった御所染の二次被害に遭う。
矢根 冬人（やね ふゆと）
3年生。副キャプテン。ポジションはロック。身長182センチメートル。体重85キログラム。O型。誕生日は2月9日。
菅平合宿で慶常の久川たちに出会うも、花館がアイスクリームを御幸に投げつけ、残り（20人分）を持って走り去ったため、追いかける羽目に遭う。
倉山 武也（くらやま たけや）
声 - 落合福嗣
3年生。ポジションはプロップ。身長182センチメートル。体重96キログラム。B型。誕生日は9月3日。
神高との練習試合の序盤、石清水に頭突きを喰らわし、彼を出血させた。
曽我 友一（そが ゆういち）
2年生。ポジションはウィング。身長172センチメートル。体重70キログラム。A型。誕生日は9月7日。先輩後輩問わず誰に対しても「クン」付で呼ぶ。
神高との練習試合にて、得意なハンドオフで相手を圧倒しながらトライを決める。目下のクマが印象深く、一見威圧感のある外見だが言動や思考は割と穏やか。時々人に見えないものが見えるなどかなりの不思議系男子である。紙屋とだいたい一緒にいる。花館を相模ラグビー部のアイドルだと思っており、自信を失った花館を唯一本意で慰める(そして無視される)。試合後は江文を怖がる花館の側で、江文といがみ合う様子が見られる。菅平合宿で北福岡高校の偵察をかってでるがビデオの撮り方がわからない。
紙屋 卓史（かみや たくし）
2年生。ポジションはフランカー。身長169センチメートル。体重70キログラム。AB型。誕生日は1月7日。
神高との練習試合で、レフリーの目を盗んであきらかな反則をする。
安達原 昭太（あだちがはら しょうた）
声 - 河西健吾
3年生。ポジションはロック。身長179センチメートル。体重71キログラム。AB型。誕生日は7月26日。
神高との練習試合の後半戦、石清水のテクニックでアタックを止められる。
石橋 浩二郎（いしばし こうじろう）
3年生。ポジションはフルバック。身長175センチメートル。体重72キログラム。A型。誕生日は6月6日。ラグビー部イチ頭が良い。
菅平合宿にて、矢根たちと他校偵察を休止しているところ、慶常の久川たちと出会う。
若緑 宏（わかみどり ひろし）
3年生。ポジションはプロップ。身長183センチメートル。体重93キログラム。O型。誕生日は5月1日。
梶原 太郎（かじわら たろう）
3年生。ポジションはフッカー。身長172センチメートル。体重81キログラム。A型。誕生日は5月30日。
名護 良介（なご りょうすけ）
2年生。ポジションはスクラムハーフ。身長166センチメートル。体重65キログラム。B型。誕生日は7月9日。
網島 要（あみしま かなめ）
2年生。ポジションはセンター。身長172センチメートル。体重76キログラム。A型。誕生日は12月6日。
さくら、麗奈
マネージャー。苗字、学年は不明。黒髪がさくらで、金髪ロングが麗奈。
よく2人で話していることが多い。
喜多 良彰（きた よしあき）
声 - 浦山迅
コーチ。籠の会社の後輩。前年県予選準優勝に導いた。
反則スレスレのラフプレーも教えるなど、技術指導に長けている。菅平合宿では籠と二見の会食（飲み会）場所を嗅ぎ付けた。現役時代は、引退していた籠にボロ雑巾にされるまで鍛えられた。籠が好きすぎて「自分はゲイなのだろうか」と本気で悩んだことがあるが、今はちゃんとした妻子持ちである。

### 嶺蔭学園高校ラグビー部
霧島 関人（きりしま せきと）
声 - 小林裕介
3年生。ポジションはフランカー。身長165センチメートル。国人の双子の兄。アニメ「みらくらリリンちゃん」が大好き。「神奈川NO.1フランカー」。
祇園が「尊敬し目標とするプレーヤー」。スポーツ店で祇園と偶然出会い、「みらくらリリンちゃん」の話題で意気投合する。祇園からフランカーのポジショニングについて問われ、鬼ごっこで身体能力を試そうとするが、なかなか自分を捕まえることができない祇園に呆れてダメ出しする。菅平で再開した際は祇園に親しみを持って接し、対してチームメイトであり祇園と同じく自分に憧れを抱く御門には若干厳しい態度を取る。「BLくん」と称す程に自分に憧れを抱く御門に少しウンザリしている様子が度々見られる。
霧島 国人（きりしま こくと）
声 - 武内駿輔
3年生。ポジションはフランカー。関人の双子の弟。賀茂と仲良くなる。
関人がダメ出しした祇園を試す。祇園のプレーを見て「まるで（以前の）関人だ」と彼に兄の姿を重ね笑い飛ばした後、「お前は（フランカーに）向いている。進むのが早いか遅いかの違いさ」と励ます。
残波 琉人（ざんば りゅうじん）
声 - 楠大典
3年生。ポジションはナンバーエイト。身長192センチメートル。体重98キログラム。スウィーツが大好き。「嶺蔭学園のエース」「神奈川の怪物」。
遅刻常習犯（バツ練常習者）。スウィーツを食べすぎて、よくお腹をこわす。祇園と賀茂が観戦した関東学園との練習試合ではスクラムハーフで途中出場。菅平のクレープハウスで祇園と再会する。神高とBチームの練習試合に途中出場し、たった1人で圧倒的な力の差を見せつけながら神高を追い詰める。
月中 幸太郎（つきなか こうたろう）
声 - 島﨑信長
3年生。キャプテン。ポジションはスタンドオフ。県内トップ校のキャプテンなのに扱いがひどく、とにかく周りからイジられまくっている。チームメイトのバツ練に無理矢理付き合わされることも多く、チームにまともな人間がいないと嘆く。
自由奔放な残波と源監督に振り回されてばかりだが、裏を返せば非常に面倒見がいい性格である。関東学園との練習試合後は残波の遅刻のバツ練に付き合わされ、残波のタックル練習を50本受け、菅平では側にいた残波が持っていた監督の財布を探し回る羽目に遭う。
御門 翔（みかど しょう）
声 - 松岡禎丞
1年生。Bチーム（2軍）。ポジションはフランカー。霧島関人に憧れている。
関人と親し気に話す祇園に嫉妬する。踵タックル（関人さんタックル）が得意。祇園が初めて「ライバル視」したプレーヤー。小柄だが、自身より背の低い祇園を「チビ」と呼ぶ。
源 晃生（みなもと こうせい）
声 - 家中宏
監督。ラグビーに対する情熱は人一倍「熱い」。残波のバツ練では意味もなく涙を流して叱咤する。
菅平合宿にて財布を落としたと勘違いし、道端で下着姿になるオッチョコチョイな一面がある。神高との練習試合の序盤、一発のタックルで2人を倒した赤山に一驚した。

### 天竺工科高校ラグビー部
桜 廉平（さくら れんぺい）
声 - 中井和哉、松田利冴（幼少時代）
3年生。ポジションはフルバック。身長172センチメートル。体重75キログラム。AB型。誕生日は6月3日。淳と幼馴染。中学時代はオール大阪”に選ばれた。誰よりも勝利を欲している。
自信家で「自己中プレー」が目立つ。そのため、チームメイトとの不協和音がある。神高との練習試合で、ドロップゴールとトライを奪うも後半戦途中でやる気が失せる。京都産経大学からスカウトを受けている。
逢坂 淳（おうさか すなお）
声 - 花江夏樹、松田利冴（幼少時代）
3年生。副キャプテン。ポジションはセンター。身長169センチメートル。体重67キログラム。A型。誕生日は3月5日。廉平の幼馴染。
廉平とチームメイトとの間を取り持つ努力をしている。神高との練習試合後に京都産経大学からスカウトを受ける。
佐野 光（さの ひかる）
声 - 橋詰知久
3年生。キャプテン。ポジションはフッカー。身長175センチメートル。体重81キログラム。A型。誕生日は5月8日。
自己中心的な桜廉平に憤り、何も言わないコーチの二見に不満を持っている。対戦前は、無名の神高を馬鹿にして失礼な態度を振るう。試合後「赤山年代の初勝利」と聞いて驚愕する。
雄島 竹久（おしま たけひさ）
3年生。ポジションはプロップ。身長184センチメートル。体重100キログラム。O型。誕生日は5月1日。
神高との練習試合でトライ後のリスタート早々に細谷が眞子に倒され、ラックに向かうが広田にタックルで押し返される。ボールは神高ボールになる。
細谷 長司（ほそたに ちょうじ）
声 - 落合福嗣
3年生。ポジションはロック。身長177センチメートル。体重80キログラム。A型。誕生日は2月8日。赤山の髪型に興味を持つ。
神高との練習試合でトライ後のリスタート早々に眞子からタックルを喰らう。
関 志津男（せき しづお）
声 - 福島潤
2年生。ポジションはナンバーエイト。身長181センチメートル。体重82キログラム。B型。誕生日は10月13日。佐野の腹を撫でて「キャプテン（妊娠）何ヵ月ですか？」とボケる。
神高との練習試合で赤山のアタックを止める。「先輩たちと花園に行きたい」と逢坂に伝える。
大島 右京（おおしま うきょう）
声 - 深町寿成
3年生。ポジションはウィング。身長180センチメートル。体重81キログラム。O型。誕生日は8月18日。ハイパントに強い。
神高との練習試合の後半戦に逢坂の「激」が飛び、江文を引きずりながらもトライを決める。
筑波 晃一（つくば こういち）
3年生。ポジションはウィング。身長168センチメートル。体重62キログラム。A型。誕生日は2月11日。額が広く、桜から「ハゲ」呼ばわりされる。
神高との練習試合でトライ後のリスタートにて、クイックスローインでオンプレーにする。
水無瀬 とおる（みなせ とおる）
1年生。ポジションはスタンドオフ。身長170センチメートル。体重64キログラム。A型。誕生日は1月6日。大島の「汚名挽回」に対して「汚名は返上です」とツッコむ。
神高との練習試合後に「もっと頑張ります、あなた（先輩）たちを花園に連れて行きますから！」と生意気を吐く。
稲舟 隆（いなふね たかし）
3年生。ポジションはロック。身長185センチメートル。体重87キログラム。AB型。誕生日は12月3日。
上山 彰吾（かみやま しょうご）
3年生。ポジションはプロップ。身長174センチメートル。体重79キログラム。A型。誕生日は6月12日。
松山 龍一郎（まつやま りゅういちろう）
声 - 酒井広大
2年生。ポジションはフランカー。身長168センチメートル。体重75キログラム。A型。誕生日は6月9日。
小倉 司（おぐら つかさ）
3年生。ポジションはフランカー。身長171センチメートル。体重76キログラム。B型。誕生日は8月13日。
箱根 茂（はこね しげる）
2年生。ポジションはスクラムハーフ。身長166センチメートル。体重68キログラム。A型。誕生日は5月12日。
白河 陸男（しらかわ りくお）
声 - 菊池飛鳥
2年生。ポジションはセンター。身長175センチメートル。体重70キログラム。O型。誕生日は7月4日。
二見 峻介（ふたみ しゅんすけ）
声 - 福島潤
コーチ。32歳。前年“大阪府ベスト8”まで進み、慢心になっている部員に辟易していた。
自チームを負かすために慶常に練習試合を申し入れたが神高を紹介された。試合後に籠から食事（酒飲み）に誘われる。神高との試合後に部員の顔つきが変わったことで、拝島が神高を薦めた理由を理解したと、籠にお礼を述べた。彼からラグビー指導者の姿勢を聞かされ、今後の励みになった様子。

### その他の登場人物
長田夫妻
声 - 坂東尚樹（夫）、中根久美子（妻）
お食事処 ながべえ定食を経営。夫は籠と富江の大学の後輩（2期下）。籠の行きつけ。
校内合宿時に、籠が部員たちを連れて来た。学生時代の籠の写真を部員たちに見せて籠に店外へ連れ出される（ゲンコツ）。
富江 裕次郎（とみえ ゆうじろう）
声 - てらそままさき
某公立高校ラグビー部コーチ。籠の大学の同期生で元チームメイト。
籠夫妻と親しい様子。籠へ「夏休前のXデイ（部員の退部）」を注意した。
生田 美樹（いくた みき）
声 - 近藤唯
16歳。神高が菅平合宿の宿泊所にしている生田荘を手伝っている。天竺工科戦と嶺蔭学園（Bチーム）戦を観戦。
生田荘の主人
声 - 佐藤ひろし
神高の菅平合宿の宿泊所の主人。前年の3年生部員の悪行により、神高へ悪い印象を持っている。嶺蔭学園（Bチーム）戦を観戦。
岩倉 拓男（いわくら たくお）
京都産経大学ラグビー部スカウト。
嶺蔭学園ラグビー部オタクおじさん
試合・練習見学に20年以上通っている。

## 登場する学校

### 神奈川県の高校
神奈川高校（かながわこうこう）
本編メイン校。
県立高校。通称「神高（ジンコー）」。ラグビー部の弱小校。
元日本代表の籠をコーチに迎えて力を付けている。菅平合宿の天竺工科戦で「赤山年代の初勝利」を挙げる。
慶常高校（けいじょうこうこう）
私立高校。ラグビー部の強豪校。
県予選ベスト4の常連校。神高と「定期戦」を行っている。籠のコーチ就任以降は親交を深めようとしている。
東道大相模高校（とうどうだいさがみこうこう）
私立高校（大学系列）。ラグビー部の強豪校。県内トップクラスの進学校。
前年県予選準優勝。籠の後輩の喜多がコーチを務めている。ラフプレーが得意のチーム。
嶺蔭学園高校（りょういんがくえんこうこう）
私立高校。ラグビー部の強豪校。
15年連続全国大会出場中の『神奈川最強』と呼ばれている。Bチーム（2軍）が神高と練習試合で対戦。
関東学園高校（かんとうがくえんこうこう）
私立高校。ラグビー部の強豪校。
前年県予選ベスト8。祇園と賀茂が嶺蔭学園を偵察した時の同校の対戦相手。

### 他県の高校
天竺工科高校
大阪府の高校。ラグビー部の新鋭校。
前年府予選ベスト8。菅平合宿で神高が初勝利する対戦校。
北福岡高校
福岡県の高校。
菅平合宿に参加。東道大相模の曽我が偵察に行った高校。
佐伯舞城高校
大分県の高校。
菅平合宿に参加。同合宿で神高の2戦目の対戦校（神高の勝ち）。
男木工業高校
菅平合宿に参加。同合宿で神高の3戦目の対戦校（神高の負け）。
脇街高校
菅平合宿に参加。同合宿で神高の4戦目の対戦校（神高の負け）。

### 大学
京都産経大学（きょうとさんけいだいがく）
京都府の大学。ラグビー部の強豪大学。
岩倉が神高と天竺工科の練習試合を観戦。試合後、天竺工科の逢坂をスカウトする。

### 神奈川県の中学校
吾妻中学校
ラグビー部の強豪校。石清水・御幸・八王子の出身校。“石清水・御幸年代”は県予選準優勝。

## 用語
亀
両手・両爪先の四つん這い。背筋を地面と平行にして膝を地面に着かない姿勢。
スクラムの基本姿勢トレーニング。“体幹”・肩・背・臀部・大腿部の筋肉が鍛えられる。その姿勢のまま前後に歩行したり、腕立て伏せをしたりなど。
ゲバ
紅白戦のこと。ゲバはドイツ語のゲバルト（Gewalt）で威力・暴力の意味。
バツ練（罰練習）
ペナルティーにより科されるトレーニング。本編のタックルの他に、パントキックのボールを、ひたすら取らせる（追わせる)バツ練もある。

## 書誌情報

### 単行本
- 雨瀬シオリ『ALL OUT!!』 講談社〈モーニングKC〉、全17巻
  1. 2013年04月23日発売、ISBN 978-4-06-387208-8
    - ドラマCD付き特装版 2016年2月23日発売、ISBN 978-4-06-358801-9

  2. 2013年09月20日発売、ISBN 978-4-06-387259-0
  3. 2014年02月21日発売、ISBN 978-4-06-387297-2
  4. 2014年07月23日発売、ISBN 978-4-06-388355-8
  5. 2014年12月22日発売、ISBN 978-4-06-388411-1
  6. 2015年04月23日発売、ISBN 978-4-06-388449-4
  7. 2015年09月23日発売、ISBN 978-4-06-388502-6
  8. 2016年02月23日発売、ISBN 978-4-06-388564-4
    - ドラマCD付き特装版、ISBN 978-4-06-358802-6

  9. 2016年06月23日発売、ISBN 978-4-06-388614-6
  10. 2016年09月23日発売、ISBN 978-4-06-388614-6
  11. 2017年02月23日発売、ISBN 978-4-06-388688-7
  12. 2017年06月23日発売、ISBN 978-4-06-388738-9
    - 小冊子付き限定版、ISBN 978-4-06-510062-2

  13. 2017年11月22日発売、ISBN 978-4-06-510523-8
    - 小冊子付き限定版、ISBN 978-4-06-510517-7

  14. 2018年05月23日発売、ISBN 978-4-06-511375-2
    - 使い勝手のいい付箋付き限定版、ISBN 978-4-06-511602-9

  15. 2019年01月23日発売、ISBN 978-4-06-514143-4
  16. 2019年08月23日発売、ISBN 978-4-06-516806-6
  17. 2020年02月21日発売、ISBN 978-4-06-518500-1

### 関連書籍
- 雨瀬シオリ『ALL OUT!! オフィシャルキャラクターブック 公式選手名鑑』2016年09月23日発売、ISBN 978-4-06-393030-6

## テレビアニメ
2016年10月より2017年3月までMBS・TOKYO MX・BS11ほかにて放送された。史上初の「ラグビーを題材としたアニメ作品」となる。全25話。なお、製作局のMBSではTBSほかネットの「アニメイズム」枠の後続で放送されており、同枠の対象外ではあるが専用ジングルが冒頭に流れる。アニメ放送当時は原作版の連載が続いていたため結末はほぼアニメオリジナルになっている。

### スタッフ
- 原作 - 雨瀬シオリ
- 監督 - 清水健一
- 副監督 - 牛嶋新一郎
- シリーズ構成 - 横谷昌宏
- キャラクターデザイン・総作画監督 - 筱雅律
- アクション作画監督 - 菅野芳弘
- 美術監督 - 西倉力
- 色彩設計 - 中嶋音夢
- 撮影監督 - 井上洋志
- 3DCG監督 - 長浜裕樹
- 編集 - 木村佳史子
- 音響監督 - 小泉紀介
- 音楽 - 高梨康治
- 音楽制作 - トムス・ミュージック
- プロデューサー - 青井宏之、國府田崇裕、山崎慶彦、亀井博司
- アニメーションプロデューサー - 林雅紀
- アニメーション制作 - トムス・エンタテインメント×MADHOUSE
- 企画制作協力 - テレコム・アニメーションフィルム
- 製作 - 神高ラグビー部

### 主題歌
オープニングテーマ
「Flower」（第1話 - 第12話）
作詞・作曲 - 片桐航  / 編曲 - akkin&Lenny code fiction / 歌 - Lenny code fiction
「生者ノ行進」（第13話 - 第25話）
作詞 - コヤマヒデカズ / 作曲 - コヤマヒデカズ、純一、有田清幸 / 編曲・歌 - CIVILIAN

エンディングテーマ
「全力少年 produced by 奥田民生」（第1話 - 第12話、第25話）
作詞・作曲 - 大橋卓弥、常田真太郎 / 編曲 - 奥田民生 / 歌 - スキマスイッチ
「ノーサイド」（第13話 -  第24話）
作詞・作曲 - 松任谷由実 / 編曲 - Saku / 歌 - 瀧川ありさ

### 各話リスト
| 話数   | サブタイトル             | 脚本     | 絵コンテ            | 演出              | 作画監督                                                                               |
| ------ | ------------------------ | -------- | ------------------- | ----------------- | -------------------------------------------------------------------------------------- |
| 第1話  | 今年の1年はウケるな      | 横谷昌宏 | 清水健一            | 牛嶋新一郎        | 翁長くみこ                                                                             |
| 第2話  | タックルやりてェ         | 入江信吾 | 牛嶋新一郎          | 関大              | Chang Young Sik、Lee Juhyeon 桜井このみ、菅原美智子、奈良実 吉村恵、松下清志、白﨑詩織 |
| 第3話  | 一番大切なのは           | 横谷昌宏 | 清水健一            | 白石達也          | 桜井邦彦                                                                               |
| 第4話  | 俺、なにしたらいい？     | 横谷昌宏 | 清水健一            | 澤井幸次          | 中尾高之、針場裕子                                                                     |
| 第5話  | 足りないもの             | 入江信吾 | あきとし            | 又野弘道          | 小山知洋                                                                               |
| 第6話  | 出し切ること             | 横谷昌宏 | 中津環              | 中津環            | Lee Jeonghun                                                                           |
| 第7話  | 全部できるようになりたい | 入江信吾 | 澤井幸次            | 牛嶋新一郎        | 翁長くみこ、中村祐美子                                                                 |
| 第8話  | 玉遊び                   | 横谷昌宏 | 川尻善昭            | 関大              | 桜井このみ、飯飼一幸、中村祐美子 奈良実、吉村恵、池添優子                              |
| 第9話  | お前たちは強くなった     | 横谷昌宏 | 川尻善昭            | 白石達也          | 中尾高之、針場裕子                                                                     |
| 第10話 | ちょっとかき氷食べ過ぎて | 入江信吾 | 澤井幸次            | 澤井幸次          | 桜井邦彦、齊藤格、鯉川慎平                                                             |
| 第11話 | センスねェんだよ         | 横谷昌宏 | 有馬次郎            | 又野弘道          | 小山知洋                                                                               |
| 第12話 | 合同練習                 | 入江信吾 | 中津環              | 澤井幸次 増原光幸 | Lee Jeonghun、Lee Mingu、Kyun Yongsang An Yoengyou、Kim Heejung                        |
| 第13話 | 一緒に両国を目指そう     | 入江信吾 | 牛嶋新一郎          | 白石達也          | 翁長くみこ                                                                             |
| 第14話 | Xデイ                    | 横谷昌宏 | 澤井幸次            | 熨斗谷充孝        | 山本径子                                                                               |
| 第15話 | チームメイト             | 横谷昌宏 | 佐山聖子            | 西畑佑紀 浜田将太 | 吉川佳織、YU HYUN JIN                                                                  |
| 第16話 | お前らは準備してきた     | 横谷昌宏 | 牛嶋新一郎 増原光幸 | 澤井幸次          | 針場裕子、齊藤格、中村佑美子                                                           |
| 第17話 | 夏合宿                   | 入江信吾 | 澤井幸次            | 若林邦甫          | Lee Jeonghun、Kim Heejung Kwon Yongsang、Jeon Hyongjun                                 |
| 第18話 | 学べ                     | 入江信吾 | 川村賢一            | 牛嶋新一郎        | 鯉川慎平、中村佑美子                                                                   |
| 第19話 | 泣いてねーよ             | 入江信吾 | 増原光幸            | 白石達也          | 桜井邦彦、重国勇二                                                                     |
| 第20話 | 嬉しくねーのか？         | 入江信吾 | 佐山聖子            | 村山靖            | 山本径子、桝井一平、永井泰平、増田敏彦                                                 |
| 第21話 | おまじない               | 入江信吾 | 佐山聖子            | 北川朋哉 西畑佑紀 | 翁長くみこ、齊藤格、針場裕子                                                           |
| 第22話 | 自分のシマ               | 入江信吾 | 佐山聖子            | 澤井幸次          | 桜井木ノ実、北島勇樹、宇都木勇、江原小百合                                             |
| 第23話 | ダチに教わったんだ       | 横谷昌宏 | 澤井幸次            | 若林邦甫          | Lee Mingoo、Kim Heejung、Kwon Yongsang Park Inam、Lee Boohee An Yeongyu、Jeon Hyongjun |
| 第24話 | 絶対戦えなかった相手     | 横谷昌宏 | 清水健一            | 牛嶋新一郎        | 鯉川慎平、齊藤格、桜井邦彦                                                             |
| 第25話 | オールアウト             | 横谷昌宏 | 有馬次郎            | 白石達也          | 翁長くみこ、針場裕子                                                                   |

### 放送局
| 放送期間                      | 放送時間                     | 放送局       | 対象地域   | 備考                                                |
| ----------------------------- | ---------------------------- | ------------ | ---------- | --------------------------------------------------- |
| 2016年10月7日 - 2017年3月31日 | 金曜 0:00 - 0:30（木曜深夜） | TOKYO MX     | 東京都     |                                                     |
| 2016年10月8日 - 2017年4月1日  | 土曜 3:10 - 3:40（金曜深夜） | 毎日放送     | 近畿広域圏 | 製作委員会参加 / 『アニメイズム』隣接枠             |
| 2016年10月9日 - 2017年4月2日  | 日曜 1:00 - 1:30（土曜深夜） | BS11         | 日本全域   | BS放送 / 『ANIME+』枠                               |
| 2017年1月29日 - 5月7日        | 日曜 19:00 - 20:00           | アニマックス | 日本全域   | BS/CS放送 / 字幕放送 2話連続放送 / リピート放送あり |
| 2017年7月8日 - 12月23日       | 土曜 2:00 - 2:30（金曜深夜） | Dlife        | 日本全域   | BS放送                                              |

| 配信開始日    | 配信時間                   | 配信サイト |
| ------------- | -------------------------- | --- |
| 2016年10月9日 | 日曜 0:00（土曜深夜） 更新 | J:COMオンデマンド みるプラス auビデオパス ひかりTV バンダイチャンネル hulu OnGenムービー U-NEXT アニメ放題 フジテレビオンデマンド ビデオマーケット Google Play Store 楽天ショウタイム HAPPY動画 Amazonビデオ ニコニコチャンネル GYAO! TSUTAYA TV |
|               | 日曜 12:00 更新            | dアニメストア dTV ゲオチャンネル UULA DMM.com |

### BD / DVD
| 巻 | 発売日        | 収録話          | 規格品番  | 規格品番  |
| 巻 | 発売日        | 収録話          | BD初回版  | DVD初回版 |
| -- | ------------- | --------------- | --------- | --------- |
| 1  | 2017年1月25日 | 第1話 - 第4話   | GNXA-7361 | GNBA-8121 |
| 2  | 2017年2月22日 | 第5話 - 第7話   | GNXA-7362 | GNBA-8122 |
| 3  | 2017年3月24日 | 第8話 - 第10話  | GNXA-7363 | GNBA-8123 |
| 4  | 2017年4月21日 | 第11話 - 第13話 | GNXA-7364 | GNBA-8124 |
| 5  | 2017年5月24日 | 第14話 - 第16話 | GNXA-7365 | GNBA-8125 |
| 6  | 2017年6月21日 | 第17話 - 第19話 | GNXA-7366 | GNBA-8126 |
| 7  | 2017年7月21日 | 第20話 - 第22話 | GNXA-7367 | GNBA-8127 |
| 8  | 2017年8月23日 | 第23話 - 第25話 | GNXA-7368 | GNBA-8128 |

### Webラジオ
『ALL OUT!! ラジオ 翔也と勇人のトークアウト!!』は、2016年10月6日から2017年3月30日までHiBiKi Radio Stationにて毎週木曜に配信された番組。9月25日にプレ配信が行われた。パーソナリティは祇園健次役の千葉翔也と石清水澄明役の安達勇人。

## 舞台
2017年5月25日から6月4日までZeppブルーシアター六本木で上演された。脚本・演出は西田シャトナーが担当。

## コラボレーション
ジャパンラグビートップリーグ
2016-2017シーズン第5節のパナソニック対NTTコミュニケーションズ戦（2016年9月30日、秩父宮ラグビー場）を、「ALL OUT!! DAY」として開催。7人制チーム「サムライセブン」監督の吉田義人と主演声優によるトークショー、アニメ第1話の先行上映などが行われた。
埼玉西武ライオンズ
熊谷市がラグビーワールドカップ2019の開催都市となった縁から、2017年8月26日・27日のオリックス・バファローズ戦（メットライフドーム）で開催されたイベント「アニメだ！埼玉大集合」に参加。26日は千葉翔也、27日は村田太志と佳村はるかが出演した。